# Tectaria orbicularis
Tectaria orbicularis là một loài dương xỉ trong họ Tectariaceae. Loài này được Jermy & Walker, Trevor George mô tả khoa học đầu tiên năm 1985.
Danh pháp khoa học của loài này chưa được làm sáng tỏ. 